# Douglas Coupland
Douglas Coupland OC OBC RCA (Rheinmünster, 30 de dezembro de 1961), é um romancista, designer e artista visual canadense. Seu primeiro romance, o best-seller internacional de 1991 Generation X: Tales for an Accelerated Culture, popularizou os termos Geração X e McJob. Ele publicou 13 romances, duas coletâneas de contos, sete livros de não ficção e diversas obras dramáticas e roteiros para cinema e televisão. Ele é colunista do Financial Times, e também colaborador frequente do The New York Times, do e-flux journal, da DIS Magazine e da Vice. Suas exposições de arte incluem Everywhere Is Anywhere Is Anything Is Everything, que foi exibido na Vancouver Art Gallery, e no Royal Ontario Museum e no Museum of Contemporary Canadian Art, agora o Museum of Contemporary Art Toronto Canada, e Bit Rot no Witte de With Center for Contemporary Art de Rotterdam, bem como na Villa Stuck.
Coupland é um oficial da Ordem do Canadá e membro da Ordem da Colúmbia Britânica. Ele publicou seu décimo terceiro romance, Worst. Person. Ever. em 2012. Ele também lançou uma versão atualizada de City of Glass e a biografia Extraordinary Canadians: Marshall McLuhan. Ele foi o apresentador das Palestras Massey de 2010, com um romance complementar às palestras publicado pela House of Anansi Press: Player One: What Is to Become of Us. Coupland foi pré-selecionado duas vezes para o Prêmio Scotiabank Giller em 2006 e 2010, foi finalista do Prêmio de Ficção Writers' Trust em 2009 e foi indicado para o Prêmio de Não Ficção Hubert Evans em 2011 por Extraordinary Canadians: Marshall McLuhan.

## Vida pregressa
Coupland nasceu em 30 de dezembro de 1961, na Estação RCAF Baden-Soellingen, na Alemanha Ocidental, o segundo dos quatro filhos de Douglas Charles Thomas Coupland, um oficial médico da Força Aérea Real Canadense, e C. Janet Coupland, graduada em religião comparada pela Universidade McGill. Em 1965, a família Coupland mudou-se para West Vancouver, onde o pai de Coupland abriu um consultório médico particular após concluir seu serviço militar.
Coupland descreve sua educação como a produção de uma "tábua em branco". "Minha mãe vem de uma família de pregadores de cara amarga que, do século XIX até o século XX, vasculharam as pradarias batendo Bíblias. Seus pais tentaram fugir disso, mas, sem querer, transmitiram seus valores para minha mãe. A família do meu pai não era tão diferente."
Graduando-se na Sentinel Secondary School em West Vancouver em 1979, Coupland foi para a Universidade McGill com a intenção de (como seu pai) estudar ciências, especificamente física. Coupland deixou McGill no final do ano e retornou a Vancouver para frequentar a escola de arte.
No Emily Carr College of Art and Design em Granville Island em Vancouver, nas palavras de Coupland, "Eu... tive os melhores quatro anos da minha vida. É o único lugar onde me senti verdadeiramente, totalmente em casa. Foi uma era mágica entre os hippies e os esquadrões de capangas politicamente corretos. Todos falavam com todos e você podia perguntar qualquer coisa a qualquer um." Coupland se formou no Emily Carr em 1984 com foco em escultura, e passou a estudar no European Design Institute em Milão, Itália e no Hokkaido College of Art &amp; Design em Sapporo, Japão. Ele também concluiu cursos em ciências empresariais, belas artes e design industrial no Japão em 1986.
Estabelecido como designer trabalhando em Tóquio, Coupland desenvolveu uma doença de pele causada pelo clima de verão de Tóquio e retornou a Vancouver. Antes de deixar o Japão, Coupland enviou um cartão postal para um amigo em Vancouver. O marido da amiga, editor de revista, leu o cartão postal e ofereceu a Coupland um emprego como redator da revista. Coupland começou a escrever para revistas como forma de pagar as contas do estúdio. Refletindo sobre sua transformação em escritor, Coupland admitiu que se tornou um "por acidente. Eu nunca quis ser escritor. Agora que sou, não há mais nada que eu prefira fazer." Ele afirmou que não está empregado desde 1988.

## Obras literárias

### Generation X
De 1989 a 1990, Coupland viveu no Deserto de Mojave trabalhando em um manual sobre a coorte de nascimento que se seguiu ao baby boom. Ele recebeu um adiantamento de US$ 22.500 da St. Martin's Press para escrever o manual de não ficção. Em vez disso, Coupland escreveu o romance Generation X: Tales for an Accelerated Culture. Foi rejeitado no Canadá antes de ser aceito por uma editora americana em 1991. Refletindo sobre a escrita de seu romance de estreia anos depois, Coupland disse: "Lembro-me de passar meus dias quase tonto de solidão e sentindo como se tivesse vendido a vaca da família por três feijões. Suponho que foi essa solidão paralisante que deu à Generation X sua mordida. Eu estava tentando imaginar uma vida para mim no papel que certamente não estava acontecendo na realidade."
Não foi um sucesso instantâneo, mas as vendas do romance aumentaram constantemente, atraindo seguidores por trás de sua ideia central: "Generation X". Apesar de seus próprios protestos, Coupland foi apelidado de porta-voz de uma geração, afirmando em 2006 "Eu estava apenas fazendo o que faço e as pessoas meio que me culparam por isso. Não é como se eu passasse meus dias pensando dessa forma." Os termos Geração X e McJob, usados por Coupland no romance, acabaram entrando no vernáculo.

### Shampoo Planetatravés deLife After God
Shampoo Planet foi publicado pela Pocket Books em 1992. Ele se concentrou na geração posterior à Generation X, o grupo chamado de "Adolescentes Globais" em seu primeiro romance e agora geralmente rotulado como Generation Y (ou Millennials). Coupland voltou definitivamente para Vancouver logo após a publicação do romance. Ele passou os seus "vinte anos a percorrer o globo a pensar que deveria haver uma cidade melhor lá fora, até que se apercebeu de que Vancouver era a melhor que existia". Ele escreveu uma coleção de pequenos livros, que juntos foram compilados, seguindo o conselho de seu editor, no livro Life After God. Esta coletânea de contos, com foco na espiritualidade, provocou inicialmente uma reação polarizada antes de finalmente se revelar um texto de referência para a sensibilidade de vanguarda identificada por Ferdinand Mount como "pós-cristã cristã".

### MicroserfsemAll Families Are Psychotic
Em 1994, Coupland estava trabalhando para a recém-formada revista Wired. Enquanto estava lá, Coupland escreveu um conto sobre a vida dos funcionários da Microsoft Corporation. Este pequeno trabalho serviu de inspiração para um romance, Microserfs. Para pesquisar a cultura retratada no romance, Coupland mudou-se para Palo Alto, Califórnia, e mergulhou na vida do Vale do Silício.
Coupland seguiu Microserfs com sua primeira coleção de peças de não ficção, em 1996. Polaroids from the Dead é uma coleção de histórias e ensaios sobre diversos tópicos, incluindo: shows do Grateful Dead; Harolding; a morte de Kurt Cobain; a visita de um repórter alemão; e um ensaio abrangente sobre Brentwood, Califórnia, escrito na época do caso do assassinato de O. J. Simpson e no aniversário da morte de Marilyn Monroe.
No mesmo ano, Coupland fez uma turnê pela Europa para promover Microserfs, mas a alta carga de trabalho causou fadiga e tensão mental. Ele teria incorporado sua experiência com depressão durante esse período em seu romance, Girlfriend in a Coma. Coupland observou que este foi seu último romance "... escrito quando jovem, o último construído a partir de cadernos cheios de observações intrincadas".
Em 1998, Coupland contribuiu com o conto "Fire at the Ativan Factory" para a coleção Disco 2000 e, no mesmo ano, escreveu o encarte do álbum Good Humor, de Saint Etienne. Em 2000, ele publicou o romance Miss Wyoming.
Coupland então publicou seu hino fotográfico a Vancouver: City of Glass. O livro incorpora seções de Life After God e Polaroids from the Dead em uma narrativa visual, formada por fotografias de locais e da vida em Vancouver, complementadas por imagens de arquivo de jornais locais.
O romance de Coupland, All Families Are Psychotic conta a história de uma família disfuncional de Vancouver que se reúne para assistir à viagem de sua filha Sarah, uma astronauta, ao espaço.

### Souvernir of Canadaatravés deWorst. Person. Ever.
As rodadas promocionais de All Families are Psychotic estavam em andamento quando os ataques de 11 de setembro aconteceram. Numa peça chamada September 10, encenada mais tarde em Stratford-upon-Avon pela Royal Shakespeare Company, Coupland sentiu que este era o último dia da década de 1990 e que o novo século tinha agora verdadeiramente começado.
O primeiro livro que Coupland publicou após os ataques de 11 de setembro foi Souvenir of Canada, que expandiu seu livro anterior City of Glass para incorporar todo o Canadá. Há dois volumes nesta série, que foi concebida como uma explicação para pessoas não canadenses sobre coisas exclusivamente canadenses.
O livro de Coupland, Hey Nostradamus! descreve um tiroteio fictício em uma escola secundária semelhante ao da Columbine High School em 1999. Coupland transfere os eventos para uma escola em North Vancouver, Canadá.
Coupland seguiu Hey Nostradamus! com Eleanor Rigby. Semelhante ao original titular escrito e cantado pelos Beatles, o romance examina a solidão. O romance recebeu alguns elogios positivos como uma obra mais madura, sendo um exemplo notável a crítica do livro feita pelo romancista Ali Smith para o jornal Guardian.
Usando o formato de City of Glass e Souvenir of Canada, Coupland lançou um livro para a Terry Fox Foundation intitulado Terry. É uma retrospectiva fotográfica da vida de Fox, resultado da pesquisa exaustiva de Coupland nos arquivos de Terry Fox, incluindo milhares de cartas emocionais de canadenses escritas para Fox durante sua maratona de uma perna só pelo Canadá na Highway 1.
A terceira obra de ficção deste período, escrita simultaneamente com a não ficção Terry, é outra releitura de um livro anterior. jPod, anunciado como Microserfs para a geração Google, é seu primeiro romance na Web 2.0. O texto do jPod recria a experiência de um romance lido on-line em um notebook. jPod foi um sucesso popular, dando origem a uma série da CBC Television para a qual Coupland escreveu o roteiro. A série durou uma temporada antes de ser cancelada.
The Gum Thief, de Coupland, seguiu o jPod em 2007. The Gum Thief foi a primeira incursão de Coupland no formato padrão de romance epistolar, seguindo os formatos de 'diários de laptop'/'blog' dos Microserfs e jPod.
Coupland publicou Generation A no final de 2009. Em termos de estilo, a Geração A "reflete a estrutura da Generation X de 1991, ao defender o ato de ler e contar histórias como uma das poucas defesas que ainda temos contra o bombardeio constante dos sentidos em um mundo digital". O romance se passa em um futuro próximo, depois que as abelhas foram extintas, e se concentra em cinco pessoas ao redor do mundo que são conectadas por meio de picadas.
A contribuição de Coupland para as Massey Lectures de 2010, ao contrário de um longo ensaio padrão, foi um romance de 50.000 palavras intitulado Player One – What Is to Become of Us: A Novel in Five Hours. Coupland escreveu o romance como palestras de cinco horas de duração transmitidas pela CBC Radio de 8 a 12 de novembro de 2010. Segundo Coupland, o romance "... apresenta uma ampla gama de modos de ver a mente, a alma, o corpo, o futuro, a eternidade, a tecnologia e a mídia" e se passa "no lounge de coquetéis de um hotel de categoria B do aeroporto de Toronto em agosto de 2010."
A palestra/romance foi publicada por direito próprio em 7 de outubro de 2010. A publicidade antecipada da House of Anansi Press para o romance declarou que
A Palestra Massey de Coupland de 2010 é uma história em tempo real, de cinco horas, ambientada em um lounge de coquetéis de aeroporto durante um desastre global. Cinco pessoas diferentes estão presas lá dentro: Karen, uma mãe solteira esperando por seu encontro online; Rick, o barman azarado do lounge do aeroporto; Luke, um pastor em fuga; Rachel, uma loira descolada de Hitchcock incapaz de verdadeiro contato humano; e, finalmente, uma voz misteriosa conhecida como Jogador Um. Lentamente, cada um revela a verdade sobre si mesmo enquanto o mundo como eles o conhecem chega ao fim. Na tradição de Kurt Vonnegut e J. G. Ballard, Coupland explora as crises modernas do tempo, identidade humana, sociedade, religião e vida após a morte. O livro faz tantas perguntas quanto responde, e os leitores sairão da história sem dúvidas de que estamos em uma nova fase da existência como espécie - e que não há como voltar atrás.
Em 20 de setembro de 2010, Player One foi anunciado como parte da lista inicial para o prêmio literário Scotiabank Giller Prize de 2010, a segunda lista de Coupland para o prêmio depois de ser incluído na lista em 2006 com jPod.
Coupland deu sequência a Player One com uma segunda coletânea de contos, desta vez em colaboração com o artista Graham Roumieu, intitulada Highly Inappropriate Tales for Young People. A editora descreveu o livro como "sete histórias hilariantes de fazer xixi nas calças, com sete personagens malignos que você não consegue deixar de amar".
Worst. Person. Ever. foi lançado no Canadá e no Reino Unido em outubro de 2013, e nos EUA em abril de 2014.

## Prémios e reconhecimento
Coupland foi descrito como "... possivelmente o exegeta mais talentoso da escrita de cultura de massa norte-americana hoje." e "um dos grandes satiristas do consumismo".
Em 2015, foi nomeado membro da Ordem das Artes e das Letras da França.[carece de fontes?] Em 2017, Coupland recebeu o Prêmio do Tenente Governador de 2017 por Excelência Literária. Coupland foi nomeado membro da Royal Canadian Academy of Arts em 2007. Em 2013, foi nomeado Oficial da Ordem do Canadá "pelas suas contribuições para o nosso exame da condição humana contemporânea como romancista, comentador cultural e artista". Em 2014, Coupland foi nomeado membro da Ordem da Colúmbia Britânica.
Coupland recebeu um Doutorado Honorário em Letras da Emily Carr University of Art and Design (2001), um Doutorado Honorário em Letras da Simon Fraser University (2007), um título honorário da University of British Columbia (2010), um Doutorado Honorário em Direito da Mount Allison University (2011), e um título de doutor honorário da OCAD University (2013).
Em 2010, a Universidade da Colúmbia Britânica anunciou que havia adquirido os arquivos pessoais de Coupland, o culminar de um projeto iniciado em 2002. Os arquivos, que Coupland planeja continuar a expandir no futuro, consistem atualmente em 122 caixas e apresentam cerca de 30 metros de materiais textuais, incluindo manuscritos, fotos, arte visual, correspondência de fãs, recortes de imprensa, material áudio/visual e muito mais. Uma das inclusões mais notáveis na coleção inclui o primeiro manuscrito escrito à mão de 'Generation X', rabiscado em papel de caderno de folhas soltas e coberto com notas de margem. Em uma declaração emitida no site da UBC, Coupland disse: "Estou honrado que a UBC tenha aceitado meus artigos. Espero que dentro deles, as pessoas no futuro encontrem padrões e constelações que não podem ser aparentes para mim ou para qualquer um simplesmente porque eles estão lá, e nós estamos aqui... O processo de doação me faz sentir velho e jovem ao mesmo tempo. Sou profundamente grato pelo apoio e entusiasmo da UBC." Uma nova remessa de materiais incluindo "[...] tudo, desde rabiscos e correspondência de fãs até um ninho de vespas cravejado de joias e uma perna de isopor para o arquivo chegou em julho de 2012[...]" chegou para triagem em julho de 2012. A classificação e categorização do novo material foi documentada através do blog da Escola de Estudos de Arquivo e Informação da UBC.

## Artes visuais

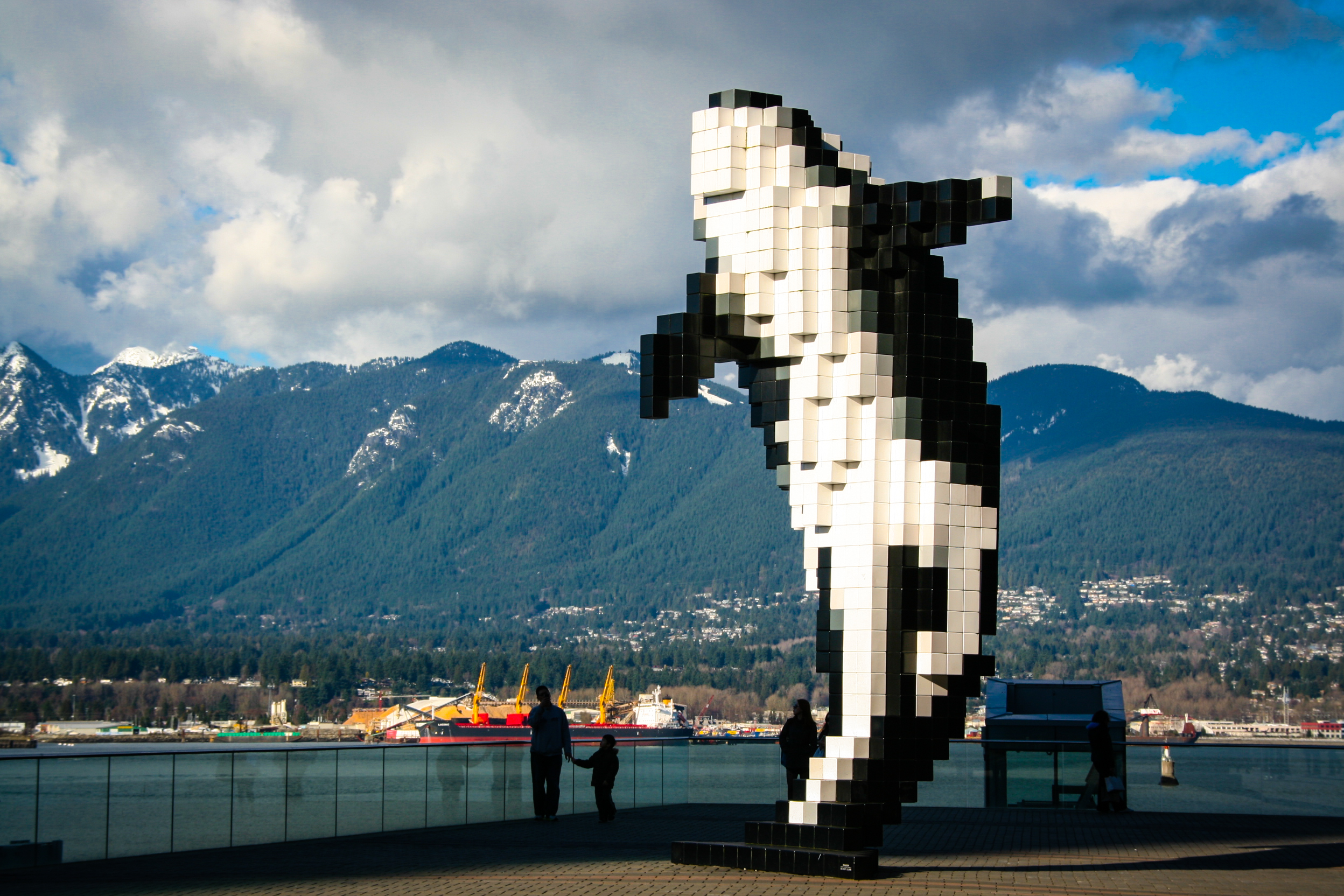
Digital Orca, 2009, localizado em Vancouver

Em 2000, Coupland retomou uma prática de artes visuais adormecida desde 1989. A sua é uma prática pós-médium que emprega uma variedade de materiais. Um tema comum em seu trabalho é a curiosidade pelas dimensões corruptoras e sedutoras da cultura pop e da pop art do século XX, especialmente a de Andy Warhol. Outro tema recorrente são as imagens militares, resultado de crescer em uma família militar no auge da Guerra Fria. Ele é representado pela Daniel Faria Gallery em Toronto. Em junho de 2010, ele anunciou seus primeiros esforços como designer de roupas ao colaborar com a Roots Canada em uma coleção que é uma representação de ícones canadenses clássicos. A coleção Roots X Douglas Coupland foi anunciada no The Globe and Mail e apresentou roupas, instalações de arte, esculturas, arte personalizada e espaços de varejo. Em 2011, ele iniciou uma série intitulada Slogans for the Twenty-first Century, frases de efeito publicadas em fundos de cores vivas que foram usadas pela primeira vez como uma ferramenta promocional para um evento no Waldorf, uma boate de Vancouver. Esta série foi expandida em 2021 e intitulada Slogans for the Class of 2030 em colaboração com o Google Arts & Culture. Um algoritmo foi criado a partir da introdução de 30 anos de trabalho escrito de Coupland, que então criou suas próprias declarações concisas.
Em 2004, o adormecido TWA Flight Center (agora Terminal 5 da Jetblue) projetado por Saarinen no Aeroporto Internacional John F. Kennedy sediou brevemente uma exposição de arte chamada Terminal 5, com curadoria de Rachel K. Ward e apresentando o trabalho de 18 artistas incluindo Coupland.
Em setembro de 2010, Coupland, trabalhando com a PLANT Architect de Toronto, ganhou o contrato de arte e design para um novo monumento nacional em Ottawa. O Canadian Fallen Firefighters Memorial foi erguido para a Fundação dos Bombeiros Canadenses Caídos e concluído em janeiro de 2014.
Outras obras notáveis são:
- Canoe Landing Park
- Digital Orca

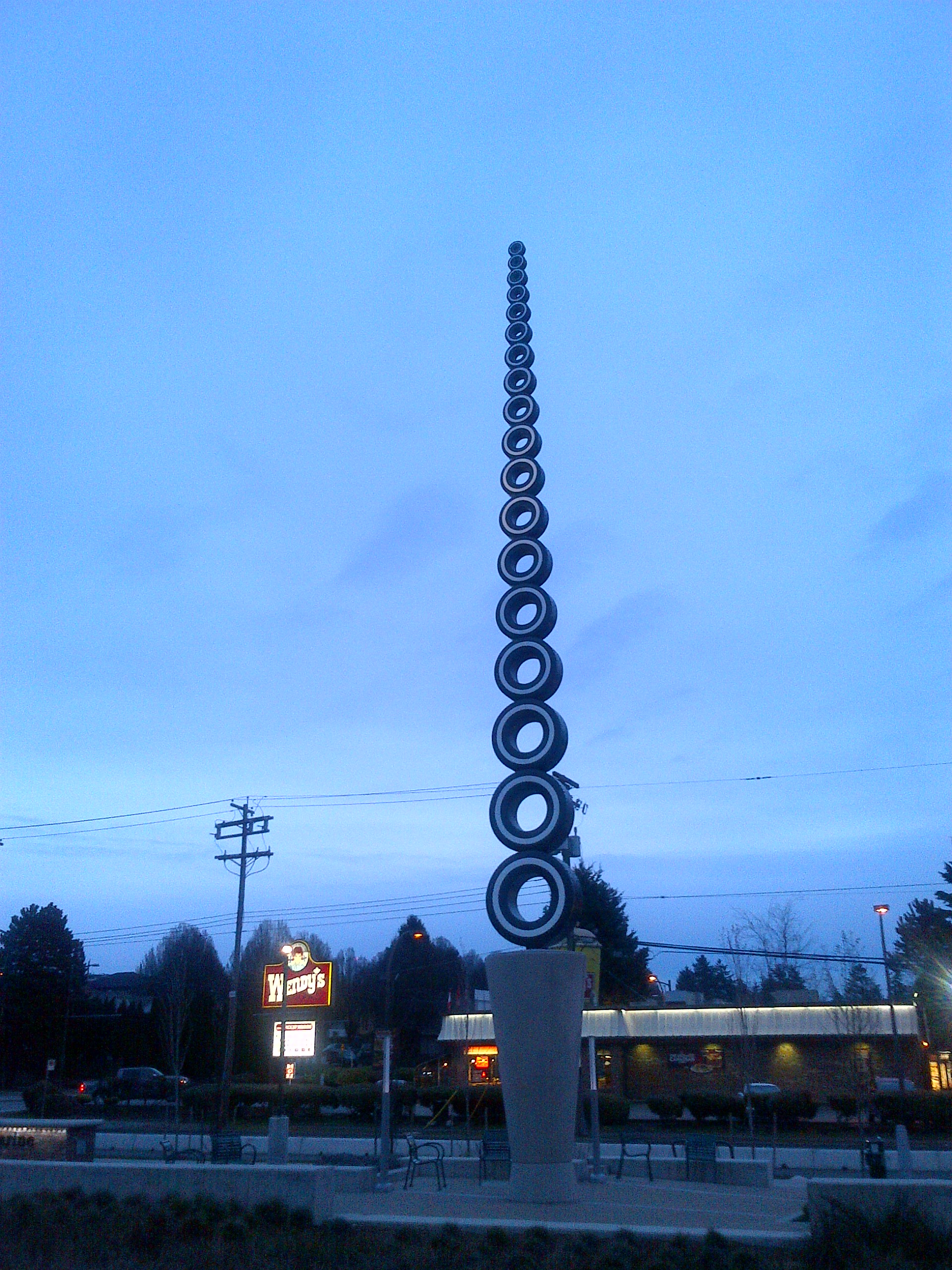
Infinite Tires, 2012, localizada em Vancouver

Em outubro de 2012, a Infinite Tires, de 18 metros de altura, foi erguida como parte do programa de arte pública de Vancouver para acompanhar a inauguração de uma loja da Canadian Tire. A construção foi vinculada ao conceito da Infinite Column do artista romeno Constantin Brâncuși.
Em 2014, Coupland anunciou planos para construir no sul de Vancouver uma réplica dourada da Hollow Tree do Stanley Park. A Golden Tree foi inaugurada em 6 de agosto de 2016.
Em 2015, Coupland tornou-se Artista Residente do Google no Instituto Cultural do Google em Paris.

### Obras públicas

#### Canadá
Alberta
- Northern Lights, 2020, Telus Sky Building, Calgary[59]

Colúmbia Britânica
- Golden Tree, 2016, Marine Drive e Cambie Street, Vancouver
- Bow Tie, 2015, Park Royal, West Vancouver
- Infinite Tire, 2012, SW Marine Drive e Ontario Street, Vancouver
- Terry Fox Memorial, 2011, Terry Fox Plaza, Estádio BC Place, Vancouver
- Digital Orca, 2009, Jack Poole Plaza, Vancouver
- Charm Bracelet, 2020, The Amazing Brentwood, Burnaby

Ontário

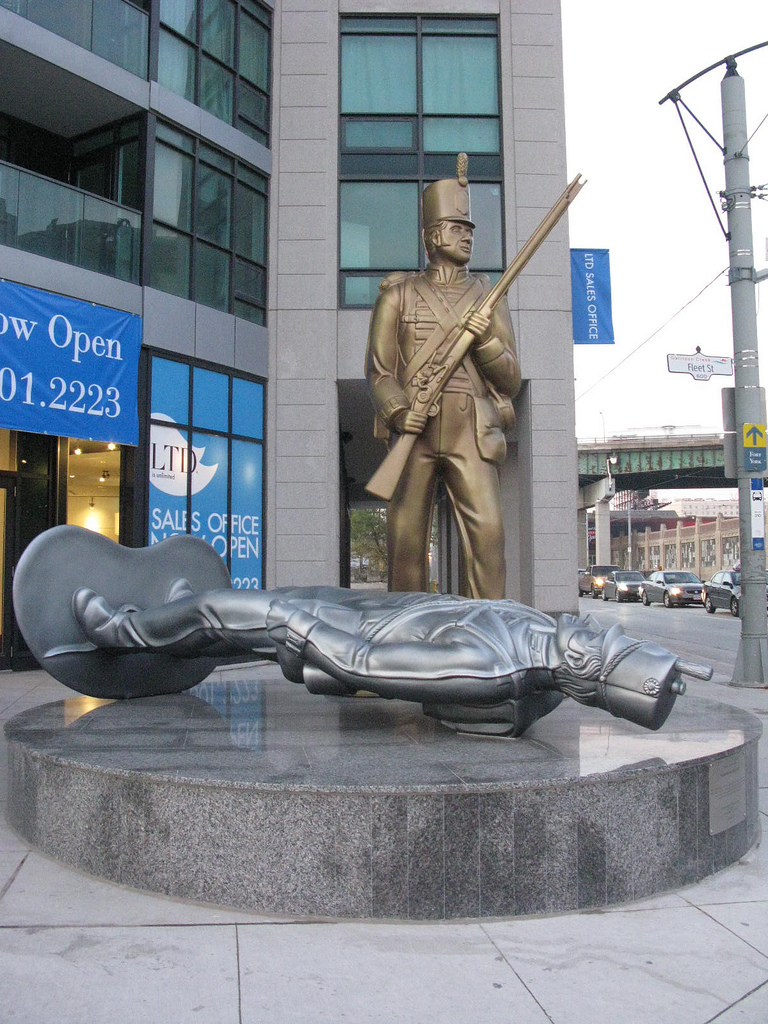
Monumento à Guerra de 1812, 2008, localizado no cruzamento das ruas Fleet e Bathurst em Toronto

- Lone Pine Sunset, 2019, estação Parliament, O-Train, Ottawa
- Four Seasons, 2014, Don Mills Road e Sheppard Avenue East, Toronto
- Canadian Fallen Firefighters Memorial, 2012, 220 Lett Street, Ottawa
- Group Portrait 1957, 2011, The Robert McLaughlin Gallery, Oshawa
- Super Nova, 2009, Lojas em Don Mills, North York
- Monument to the War of 1812, 2008, ruas Fleet e Bathurst, Toronto
- The Red Canoe, 2008, Canoe Landing Park, Toronto
- Heart-shaped Stone, 2008, Canoe Landing Park, Toronto
- Float Forms, 2007, Canoe Landing Park, Toronto

### Exposições de museus
Em 2014, a Vancouver Art Gallery organizou uma grande retrospectiva da arte de Coupland, intitulada everywhere is anywhere is anything is everything. A iteração do show em Vancouver foi capturada no Google Street View.[carece de fontes?] Em 2015, a exposição foi exibida em Toronto em dois locais: o Museu Real de Ontário e o Museu de Arte Contemporânea Canadense (hoje Museu de Arte Contemporânea de Toronto). A monografia da exposição foi publicada pela Black Dog Publishing, Londres.
Entre 2015 e 2017, o Bit Rot foi exibido. É descrito como "Uma exposição de arte itinerante internacional, um catálogo que acompanha essa exposição e um grande compêndio de ensaios e ficção a ser publicado em outubro de 2016". Foi exibido em Roterdão, no Centro de Arte Contemporânea Witte de With, de 11 de setembro de 2015 a 3 de janeiro de 2016. Bit Rot foi então exibido na Villa Stuck em Munique de 29 de setembro de 2016 a 8 de janeiro de 2017.
Em 2016, Assembling the Future foi exibido no The Manege em São Petersburgo, Rússia. A exposição foi organizada e curada por Marcello Dantas.
Também em 2016, as obras de Coupland foram exibidas em It's All Happening So Fast: A Counter-History of the Modern Canadian Environment no Centro Canadense de Arquitetura.
Em 2018, Coupland colaborou com a Ocean Wise para destacar a poluição plástica dos oceanos em Vortex, uma grande exposição de esculturas que foi inaugurada no Aquário de Vancouver, em Vancouver, Canadá, em 18 de maio. Esta exposição de um ano decorreu até 30 de abril de 2019.
Em 29 de junho de 2018, The National Portrait foi inaugurado na Ottawa Art Gallery, em Ottawa, Ontário. Esta exposição em grande escala foi feita a partir de centenas de retratos impressos em 3D que Coupland criou por voluntários nas lojas Simons em todo o Canadá, de julho de 2015 a abril de 2017. Cada voluntário recebeu uma versão do tamanho da mão do seu próprio busto impresso em 3D. A exposição decorreu até 19 de agosto de 2018.
Além de mostrar suas próprias obras em exposições de museus, Coupland foi curador de Super City para o Centro Canadense de Arquitetura em 2005; além disso, ele foi curador de Welcome to the Age of You para o Museu de Arte Contemporânea de Toronto com Shumon Basar e Hans-Ulrich Obrist em 2019.

#### Exposições coletivas selecionadas
- Beyond Words, The Dox Centre for Contemporary Art, Praga, 2023
- Art in the Age of Anxiety, Sharjah Art Foundation, 2020
- It's Urgent, Fundação LUMA, Arles, 2020
- IN FOCUS: Statements, Copenhagen Contemporary, 2020
- Electronic Superhighway, Whitechapel Gallery, Londres, 2017
- It's All Happening So Fast, Centro Canadense de Arquitetura, Montreal, 2016
- The Heart Is a Deceitful Above All Things, HOME Contemporary Arts Centre, Manchester, 2015[74]
- The Fab Mind, 21 Design Sight, Fundação Issey Miyake, Tóquio, 2014[75]
- Do It, Ciclo, Centro Cultural do Brasil, São Paulo, 2013[76]
- Billboard, Bienal das Américas, Denver, 2013[77]
- Supersurrealism, 2012 Moderna Museet, Estocolmo, 2012[78]
- Posthastism, Pavilion Gallery, Pequim, 2011[79]

## Jornalismo
Coupland escreveu extensivamente para a revista Vice e escreve uma coluna para a FT Magazine. Ele também contribui regularmente para o Edge.org. e contribuiu para Artforum e Flash Art e revistas de arte online, como e-flux e DIS Magazine.

## Trabalho de design
No verão de 2010, Coupland, em colaboração com a Roots Canada, projetou uma coleção bem recebida de streetwear de verão para homens e mulheres, e uma linha de acessórios de couro e não couro. A coleção foi vendida na loja de roupas de vanguarda Colette, em Paris, em setembro de 2010.

## Televisão
Em 2007, Coupland trabalhou com a CBC para escrever e ser produtor executivo de uma série de televisão baseada em seu romance jPod. Seus 13 episódios de uma hora foram ao ar no Canadá em 2007. O show foi cancelado apesar de uma grande campanha iniciada pelos telespectadores para salvá-lo.
Girlfriend in a Coma está sendo desenvolvido como uma série limitada.

## Filme
2005 marcou o lançamento de um documentário sobre Coupland chamado Souvenir of Canada. Nele, Coupland trabalha em um grande projeto de arte sobre o Canadá, relata sua vida e reflete sobre vários aspectos da identidade canadense.
Em 2006, foi lançado Everything's Gone Green, um filme de comédia estrelado por Paulo Costanzo, dirigido por Paul Fox e escrito por Coupland. O filme foi produzido pela Radke Films e True West Films. A distribuidora é a THINKFilm no Canadá e a Shoreline Entertainment em outros lugares. O filme, o primeiro roteiro de Coupland, ganhou o prêmio de melhor longa-metragem canadense no Festival Internacional de Cinema de Vancouver de 2006.

## Caridade
Coupland está envolvido com a Fundação Terry Fox do Canadá. Em 2005, Douglas & McIntyre publicaram Terry, a coleção biográfica de fotos e ensaios de texto de Coupland sobre a vida do lendário atleta canadense de uma perna só, Terry Fox. Todos os lucros do livro são doados à fundação para pesquisa do câncer. O formato de Terry é semelhante ao dos livros City of Glass e Souvenir of Canada, de Coupland. Seu lançamento coincidiu com o 25º aniversário da Maratona da Esperança de Terry Fox, de 1980.
Coupland foi coprojetista do Canoe Landing Park, um parque urbano de oito hectares no centro de Toronto, adjacente à Gardiner Expressway. O parque, inaugurado em 2009, conta com uma corrida de uma milha chamada Terry Fox Miracle Mile. The Miracle Mile contém arte de Terry.
Coupland arrecadou dinheiro para a Vancouver Art Gallery e o Western Canada Wilderness Committee participando de campanhas publicitárias.
Coupland também é um colaborador regular da Wikipédia; durante sua aparição no Festival Literário de Cheltenham (Reino Unido) em 2013, para promover seu romance Worst. Person. Ever., Coupland disse que doa US$ 200 por ano para a enciclopédia online.

## Vida pessoal
Coupland vive e trabalha em West Vancouver, British Columbia.

### Romances
- Worst. Person. Ever. (Outubro de 2013)[30]
- Player One (2010) (Romance adaptado de 2010 a 2011 pelas Palestras Massey, pré-selecionado para o Prêmio Giller)
- Generation A (2009) (finalista do Prêmio de Ficção Rogers Writers' Trust de 2009)
- The Gum Thief (2007)
- jPod (2006) (1ª edição de capa dura. ISBN 0-679-31424-5) (pré-selecionado para o Prêmio Giller)
- Eleanor Rigby (2004)
- Hey Nostradamus! (2003)
- God Hates Japan (2001) (Publicado apenas no Japão, em japonês com pouco inglês. O título em japonês é神は日本を憎んでる(Kami ha Nihon wo Nikunderu))
- All Families Are Psychotic (2001)
- Miss Wyoming (2000)
- Girlfriend in a Coma (1998)
- Microserfs (1995)
- Shampoo Planet (1992)
- Generation X: Tales for an Accelerated Culture (1991)

### Contos e coletâneas de contos
- Binge (2021)
- Highly Inappropriate Tales for Young People (2011) (com Graham Roumieou)
- "Fire At The Ativan Factory" (1998), conto apresentado em Disco 2000
- Life After God (1994)

### Não ficção
- It's All Happening So Fast: A Counter-History of the Modern Canadian Environment (2017) (Colaborador)[89]
- Photography at MoMA: 1920 to 1960 (2016) (Colaborador)[90]
- Machines Will Make Better Choices Than Humans (2016) (Prefácio: Michel Van Dartel)
- Bit Rot (catálogo, 2015; edição expandida, 2016)
- The Age of Earthquakes: A Guide to the Extreme Present (2015) (com Shumon Basar e Hans Ulrich Obrist)
- Kitten Clone: Inside Alcatel-Lucent (2014)
- Shopping in Jail: Ideas Essays and Stories for the Increasingly Real 21st Century (2013)
- Extraordinary Canadians: Marshall McLuhan (2009)
- Terry (2005)
- Souvenir of Canada 2 (2004)
- School Spirit (2002)
- Souvenir of Canada (2002)
- City of Glass (2000) (versão atualizada 2010)
- Polaroids from the Dead (1996)

### Drama e roteiros
- All Families Are Psychotic (2009) Anunciado em 9 de fevereiro de 2016, baseado no romance de mesmo nome.
- jPod (2008) (série de TV) Estreou em 8 de janeiro de 2008 na CBC]. Cancelado em 7 de março de 2008. Última exibição em 4 de abril de 2008.
- Everything's Gone Green (2007)
- Souvenir of Canada (2005) (escrita e narração)
- September 10 (2004)
- Douglas Coupland: Close Personal Friend (1996)

## Crítica e interpretação

### Ensaios
- Doody, Christopher. "X-plained: The Production and Reception History of Douglas Coupland’s Generation X." Papers of the Bibliographical Society of Canada 49.1 (2011): 5–34.
- Jensen, Mikkel. "Miss(ed) Generation: Douglas Coupland’s Miss Wyoming. Arquivado em 2016-03-03 no Wayback Machine Culture Unbound 3 (2011): 455–474.
- McCampbell, Maria. "GOD IS NOWHERE. GOD IS NOW HERE: The Co-existence of Hope and Evil in Douglas Coupland's Hey Nostradamus. Yearbook of English Studies 39.1 (2009): 137–154.
- Dalton-Brown, Sally. "The Dialectics of Emptiness: Douglas Coupland's and Viktor Pelevin's Tales of Generation X and P." Forum for Modern Language Studies 42.3 (2006): 239–48.
- Steen, Marc. "Reading Microserfs: A story of research and development as a search for identity." Proceedings of SCOS 2005 Conference (Stockholm, 8–10 July 2005): 220–232.
- Katerberg, William H. "Western Myth and the End of History in the Novels of Douglas Coupland." Western American Literature 40.3 (2005): 272–99.
- Tate, Andrew. "'Now-here is My Secret': Ritual and Epiphany in Douglas Coupland's Fiction." Literature & Theology: An International Journal of Religion, Theory, and Culture 16.3 (2002): 326–38.
- Forshaw, Marcos. "Douglas Coupland: In and Out of 'Ironic Hell'." Critical Survey 12.3 (2000): 39–58.
- McGill, Robert. "The Sublime Simulacrum: Vancouver in Douglas Coupland's Geography of Apocalypse." Essays on Canadian Writing 70 (2000): 252–76.
- McCampbell, Maria. "Consumer in a Coma: Douglas Coupland's Rewriting of the Contemporary Apocalypse" in Spiritual Identities: Literature and the Post-Secular Imagination. Eds. Arthur Bradley, Jo *Carruthers, e Andrew Tate.

### Livros
- Zurbrigg, Terri Susan. X = What? Douglas Coupland, Generation X, and the Politics of Postmodern Irony. Editora VDM, 2008.
- Giles, Paulo. The Global Remapping of American Literature. Princeton University Press, 2011 [contém discussão incorporando City of Glass, Generation X, Shampoo Planet, Polaroids from the Dead, Microserfs, Girlfriend in a Coma, Miss Wyoming e J-Pod].
- Hutchinson, Colin. Reaganism, Thatcherism and the Social Novel. Palgrave Macmillan., 2008 [contém seções que abrangem Generation  X, Shampoo Planet e Microserfs].
- Tate, Andrew. Douglas Coupland. Manchester: Manchester University Press, 2007 [ênfase em elementos religiosos].
- Grassian, Daniel. Hybrid Fictions: American Literature and Generation X. McFarland & Co Inc, 2003 [contém longa discussão sobre Microserfs].